# Schutzvertrag

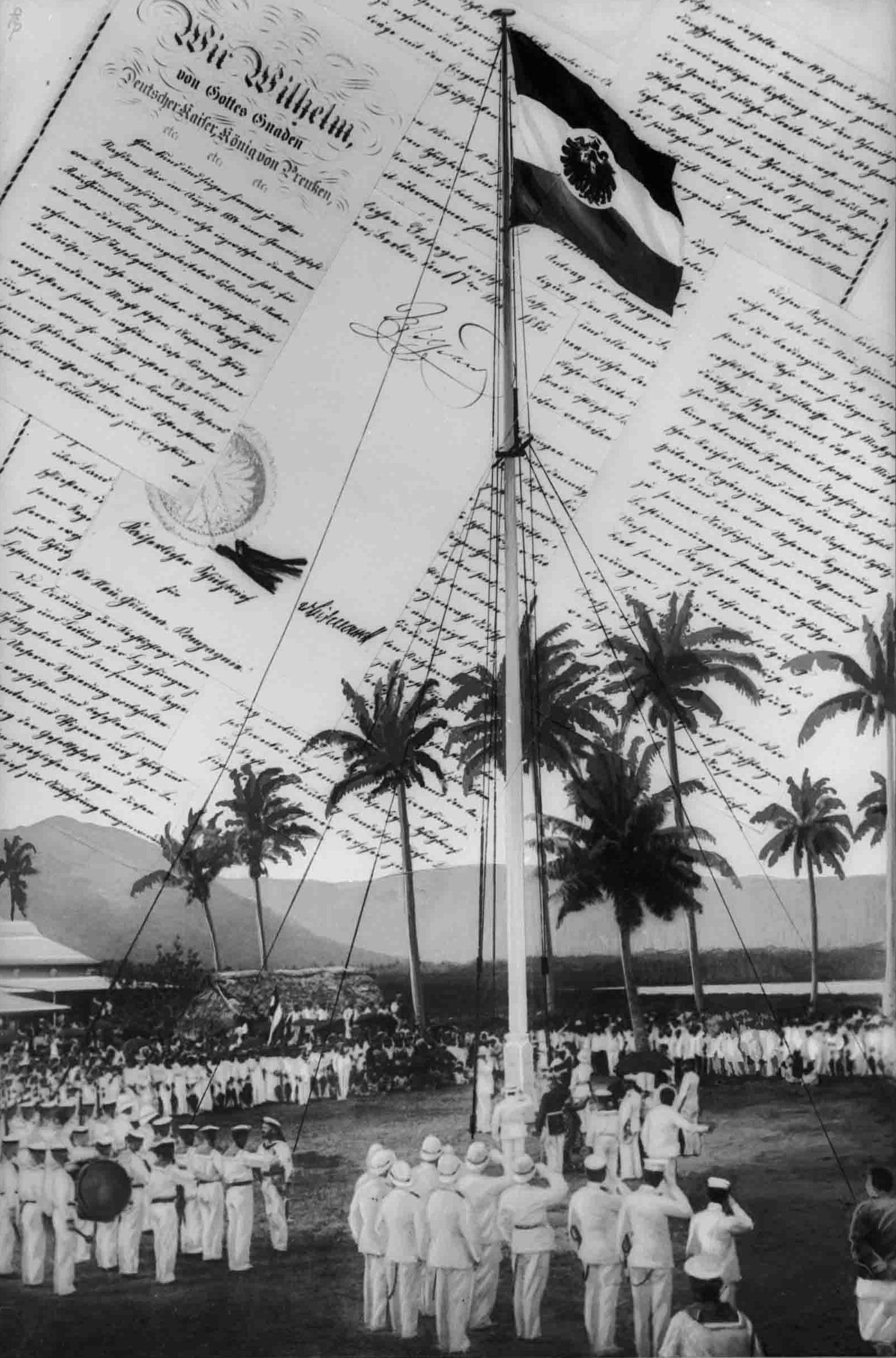
Flaggenhissung auf Samoa, 1900 (Fotomontage mit einem Schutzbrief im Hintergrund)

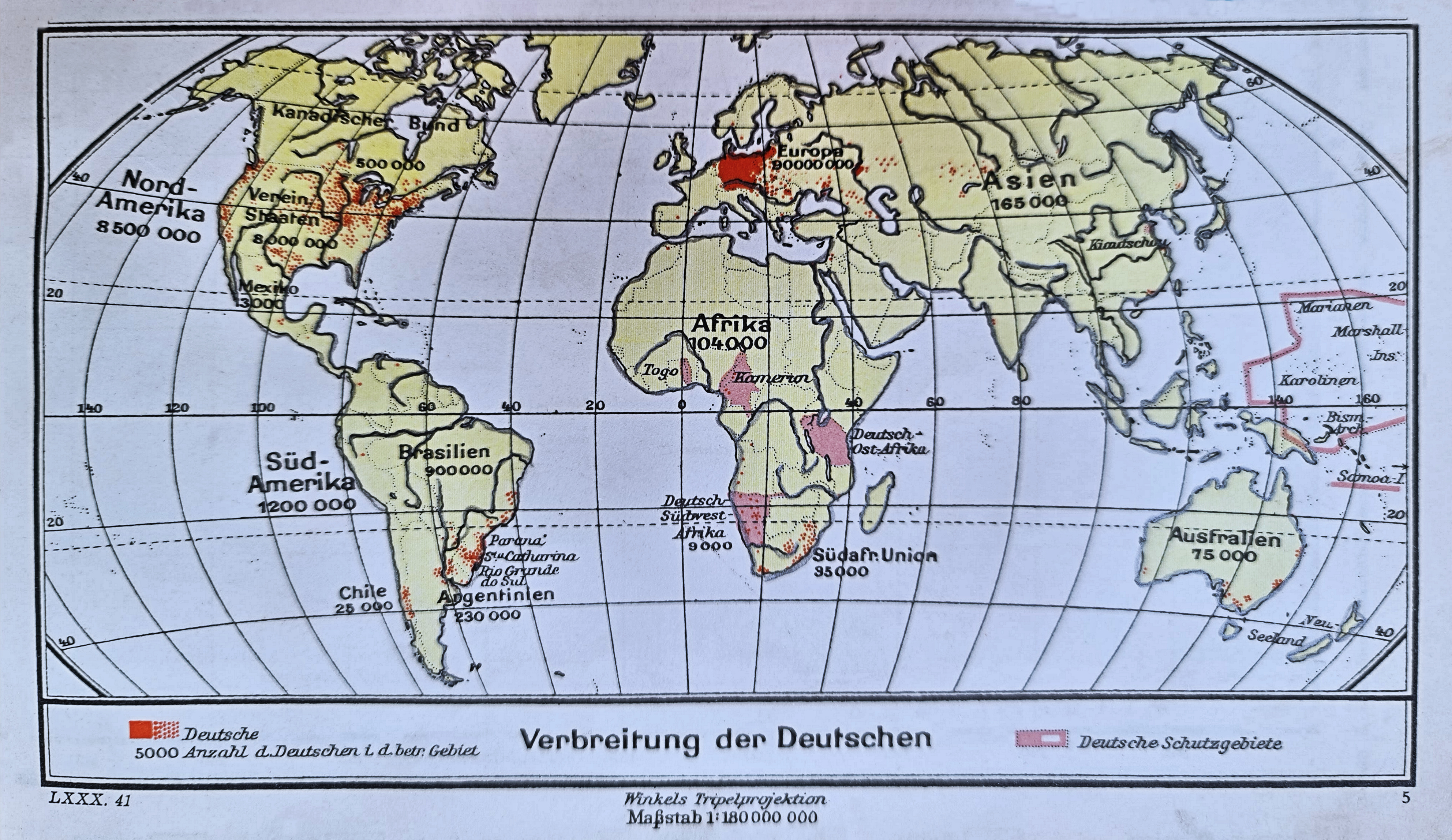
Deutsche Schutzgebiete
Diercke Schulatlas, 80. Aufl., 1941

Schutzverträge stellten Abkommen zwischen Vertretern der zukünftigen Kolonialmächte mit Häuptlingen einheimischer Bevölkerungsgruppen in den annektierten Kolonien dar. Es handelte sich hierbei um die Inbesitznahme von Land, über das Einheimische verfügten, über das die Häuptlinge jedoch in der Regel selten allein entscheiden durften. 
Die lokalen Oberhäupter erhofften sich durch die in den Schutzbriefen festgehaltenen Beziehungen zu den Europäern häufig Schutz und Unterstützung gegen ihre feindlichen Nachbarn und waren sich selten darüber bewusst, welche Rechte sie ihren europäischen Vertragspartnern zusprachen. Die Kolonialmächte wiederum sicherten sich damit formal die Rechte auf Gesetzgebung, Gerichtsbarkeit und Besteuerung. 
Auf diese Weise nahmen die Kolonialmächte riesige Mengen Land in Besitz. Allerdings erfolgte die Ausübung der in den Schutzbriefen ausgesprochenen Rechte in sehr unterschiedlichem Maße. In „deutschen Schutzgebieten“, die von den kolonialen Zentren weit entfernt waren, erwies sich die Ausführung als schwierig.